# Эвиан (футбольный клуб)
«Эвиа́н» (фр. Evian Thonon Gaillard Football Club) — французский футбольный клуб, основанный в Гайаре, Верхняя Савойя, недалеко от швейцарской границы и города Женевы.
«Эвиан» был основан в 1924 году под названием ФК «Гайар», в результате слияния в 2003 году ФК «Гайар» (1924—2003) и ФК «Виле-ла-Гранд» стал именоваться «Футбол Круа-де-Савойя 74» (2003—2007), такое название клуб носил четыре года, после чего в 2007 году был переименован в «Олимпик Круа-де-Савойа 74». В 2009 году клуб переехал в Тонон-ле-Бен и 1 июля 2009 году сменил своё название на «Эвиан». Выиграв второй дивизион французского футбола в сезоне 2010/11, после победы в Лиге 3 в сезоне 2009/10. Сезон 2010/11 «Эвиан» провёл уверенно, занял первое место, набрав 67 очков (18 побед, 13 ничьих и 7 поражений), и завоевал путёвку в Лигу 1, где провёл четыре сезона.
«Эвиан» играл свои домашние матчи на стадионе «Стад Жозеф-Мунат» в родном городе, но переехал в «Парк де Спорт» в близлежащий Анси. «Стад Жозеф-Мунат» не соответствовал стандартам Лиги 1, поэтому «Парк де Спорт» служил клубу временным стадионом. Президентом «Эвиана» являлся Патрик Тротиньон, спонсором и почётным президентом являлся глава торговой группы «Данон» Франк Рибу.
7 декабря 2016 года суд города Тонон-ле-Бен принял решение о ликвидации клуба в связи с долгами. Руководство просило дать время до июня 2017 года, но просьба не была удовлетворена в связи с отсутствием финансовых гарантий. Ранее, из-за финансовых проблем «Эвиан» был понижен до четвёртого дивизиона, однако затем не был допущен до турнира. Сейчас[когда?] выступает в региональных лигах Франции.

## История
«Футбол Круа-де-Савойя 74» был создан в 2003 году в результате слияния между ФК «Гайар» (основан в 1924) и ФК «Виле-ла-Гранд». «Футбол Круа-де-Савойя 74» занял 3-е место в Любительском Чемпионате Франции (Лига 4) в группе Б сезона 2003/04. Как правило, только лучший клуб в каждой из четырёх любительских групп переходил в национальный чемпионат, но первое и второе место заняли дублирующие команды профессиональных клубов «Лиона» и «Меца». Таким образом, «Футбол Круа-де-Савойя 74» вышел в Лигу 3. Первый сезон национального чемпионата клуб провёл в борьбе за выживание, заняв итоговое 14-е место. Только два очка преимущества от 17-го места спасли команду от вылета. Сезон 2005/06 был менее успешным, «Футбол Круа-де-Савойя 74» занял 18-е место, уступив только одно очко спасательному 16 месту, в результате команда вылетела, обратно, в любительский чемпионат (Лигу 4). Средняя посещаемость стадиона также снизилась с 933 до 716 болельщиков.
В 2007 году клуб претерпел ещё одно слияние, на этот раз с местной командой «Олимпик Тонон-Шабле». Название клуба изменилось ещё раз, теперь клуб становится известным, как «Олимпик Круа-де-Савойя 74». Новый клуб переехал в соседний Тонон-ле-Бен, потому что их стадион в Гайаре был непригодными для использования в национальном чемпионате, вынуждая клуб переехать на «Стад Жозеф-Мунат», имеющий 2700 мест, с возможным расширением до 6000 мест, тогда как на «Стад Гайар» только 2000 мест для зрителей. В 2008 году клуб вернулся в национальный чемпионат (Лигу 3), став чемпионом в сезоне 2007/08 в Группе Б любительского чемпионата (Лиги 4). Летом 2009 года президент Danone Франк Рибу стал почётным президентом футбольного клуба. Рибу вновь изменил название команды на «Эвиан» (Évian Thonon Gaillard Football Club). Также, он начал вкладывать деньги в молодёжную школу «Эвиана», чтобы улучшить её систему и придать популярности. 16 апреля 2010 года клуб совершил подвиг в первом сезоне с Франком Рибу, выйдя впервые в истории в Лигу 2, обыграв 1:0 «Амьен».
После получения путёвки в Лигу 2 в сезоне 2010/11 «Эвиан» был близок к переезду на «Стад де Женев» в Женеве, Швейцария, после того как стало известно, что «Стад Жозеф-Мунат» не соответствует стандартам профессиональной футбольной лиги Франции. Тонон-ле-Бен, местечко, где базируется клуб, находится в нескольких километрах от швейцарской границы, и только в 34,6 км или в 45 минутах езды на автомобиле от города Женева. «Эвиан» обратились в Государственный совет в Женеве и получили одобрение от LFP для переезда в начале мая. 20 мая 2010 года «Эвиан» получил положительное заключение от Федерации футбола Франции при голосовании Федерального совета в пользу переезда. По данным федерации, теперь оставалось только согласовать переезд на новый стадион с исполнительным комитетом УЕФА, который состоит из 17 должностных лиц. Однако 8 июня УЕФА официально отклонил просьбу «Эвиана» на проведение домашних матчей на «Стад де Женев», в связи с чем клубу пришлось временно переехать на «Парк де Спорт» в близлежащий Анси.
В 2012 году «Эвиан» доходил до финала Кубка Франции.
В Лиге 1 команда провела четыре сезона, после чего вылетела в Лигу 2, а затем решением властей был отправлен в четвёртый дивизион. «Эвиан» прекратил существование 7 декабря 2016 года из-за финансовых проблем.

## Достижения
- Чемпион Лиги 2: 2011
- Чемпион Лиги 3: 2010
- Чемпион Лиги 4 (2): 2004, 2008
- Обладатель Кубка региона Рона — Альпы: 1999
- Финалист Кубка Франции: 2012/13